# Плесо-Кур'їнська сільська рада
Пле́со-Ку́р'їнська сільська рада (рос. Плёсо-Курьинский сельский совет) — сільське поселення у складі Хабарського району Алтайського краю Росії.
Адміністративний центр — село Плесо-Кур'я.

## Населення
Населення — 572 особи (2019; 677 в 2010, 971 у 2002).

## Склад
До складу сільської ради входять:
| Населений пункт      | Населення, осіб (2002) | Населення, осіб (2010) |
| -------------------- | ---------------------- | ---------------------- |
| Васильєвка, селище   | 290                    | 220                    |
| Плесо-Кур'я, село    | 576                    | 413                    |
| Серп і Молот, селище | 105                    | 44                     |